# Ejido de la Cabecera
Ejido de la Cabecera är en ort i kommunen San Felipe del Progreso i delstaten Mexiko i Mexiko. Samhället hade 390 invånare vid folkräkningen 2020.